# Tripogandra encolea
Tripogandra encolea är en himmelsblomsväxtart som först beskrevs av Friedrich Ludwig Diels, och fick sitt nu gällande namn av James Francis Macbride. Tripogandra encolea ingår i släktet Tripogandra och familjen himmelsblomsväxter. Inga underarter finns listade.